# Riccardia submultifida
Riccardia submultifida là một loài rêu trong họ Aneuraceae. Loài này được Horik. mô tả khoa học đầu tiên năm 1934.